# 송자고택
송자고택(宋子古宅)는 대전광역시 동구 소제동에 있는 조선시대의 건축물이다. 1995년 5월 27일 대전광역시의 문화재자료 제39호로 지정되었다.

## 개요
우암 송시열(1607∼1689)이 조선 효종 4년(1653)에 세운 집이다.
송시열은 조선 후기의 문신이며 학자로 55세인 현종 7년(1661)까지 이 집에 살았던 것으로 알려져 있다.
현재 담장도 없이 ㄷ자형 건물 한 채만 남아 있는데 가운데 3칸 중 왼쪽 2칸에 대청마루를 조성하고 나머지 1칸에는 건넌방을 꾸몄다. 대청마루 왼쪽으로는 안방과 윗방, 부엌을 들이고 건넌방 오른쪽으로는 방 2개와 부엌을 들였다. 지붕 가운데 부분은 옆면에서 볼 때 여덟 팔(八)자 모양을 한 팔작지붕이고, 양 옆의 건물은 옆면의 지붕선이 사람 인(人)자 모양을 한 맞배지붕으로 되어 있다.
지은 시기가 오래되었고 살림집으로 사용해오던 터라 보존 상태가 좋지 않은 편이지만, 대부분 양옥집으로 구성된 주변의 경관과는 달리 예스러움을 간직하고 있는 집이다.

## 같이 보기
- 송시열

## 참고 자료
- 송자고택 - 국가유산청 국가유산포털